# Victor Railton
Pour les articles homonymes, voir Railton.
Samuel Victor Railton (28 février 1906-23 juillet 1996) est un homme politique canadien de l'Ontario. Il est député fédéral libéral de la circonscription ontarienne de Welland de 1972 à 1979.

## Biographie
Né à Kelvin en Ontario, Railton étudie la médecine à l'université de Toronto après avoir gradué du Brantford Collegiate Institute (en). Pratiquant la médecine à Port Colborne en Ontario, il s'engage avec le Corps médical royal canadien entre 1940 et 1945. Suivant la Seconde Guerre mondiale, il s'installe et pratique à Welland et se porte comme médecin volontaire à l'hôpital militaire de Kaduna pendant la guerre civile nigériane en 1970.
Élu en 1972 et réélu en 1974, il ne se représente pas en 1979. D'octobre 1975 à septembre 1977, il est secrétaire parlementaire de Daniel Joseph MacDonald, ministre des Affaires des Anciens combattants.